# Hexablemma cataphractum
Hexablemma cataphractum is een spinnensoort in de taxonomische indeling van de Tetrablemmidae.
Het dier behoort tot het geslacht Hexablemma. De wetenschappelijke naam van de soort werd voor het eerst geldig gepubliceerd in 1920 door Berland.